# 赫克托·莱韦斯克
赫克托·莱韦斯克（Hector Levesque）是一位研究人工智能的加拿大学者。他分别于1975年、1977年和1981年在多伦多大学获得理学学士、硕士和博士学位。毕业后，他接受了位于帕洛阿尔托的仙童人工智能研究实验室的职位。1984年，他加入了多伦多大学的教师队伍，直到2014年退休。
他的研究领域是人工智能中的知识表示和推理。在知识表示的领域，他致力于知识、感知和行为 三者间的互动。在推理的领域，他的研究主要涉及如何使自动推理的计算保持简单。
赫克托·莱韦斯克已经发表了70多篇研究论文和三本书。其中四篇论文分别于1984年（两次）、1992年和2006年获得美国人工智能协会（AAAI）的最佳论文奖，另有两篇论文在其他会议上获得类似奖项。
1991年，他获得国际人工智能联合会议（IJCAI）颁发的计算机与思想奖，是首个获得该奖项的非美国人。他是AAAI的创始会员，1984-1995年是加拿大高级研究所的会员。他于2006年当选为加拿大皇家学会会员，并于2011年当选为美国科学促进会会员。2012年，赫克托·莱韦斯克获得了加拿大人工智能协会的终身成就奖，并在2013年获得了由IJCAI颁发的卓越研究奖。2021年，他获得了由美国计算机协会（ACM）和AAAI颁发的艾伦-纽维尔奖。